# Mingus Mill
Mingus Mill est un moulin à eau américain situé dans le comté de Swain, en Caroline du Nord. Alimenté par la Mingus Creek, un affluent de l'Oconaluftee, il est protégé au sein du parc national des Great Smoky Mountains. Il est lui-même inscrit au Registre national des lieux historiques depuis le 29 novembre 2016.